# 費爾韋瑟角
費爾韋瑟角（英語：Cape Fairweather）是南極洲的海岬，位於葛拉漢地東部，處於德里加爾斯基冰川和伊文斯冰川之間，海拔高度705米，該海岬以捕鯨船命名。
65°0′S 61°1′W / 65.000°S 61.017°W